# Fekete emu
A fekete emu vagy King-szigeti emu (Dromaius ater) a madarak osztályának struccalakúak (Struthioniformes) rendjébe, az emufélék (Dromaiidae) családjába tartozó kihalt faj.
A Nicolas Baudin expedíciója fedezte fel 1804-ben. Ma a Párizsi Természettudományi Múzeumban őrzött egyetlen kitömött példányáról és egy összerakott csontvázáról ismert. A faj utolsó ismert példánya 1842-ben pusztult el 22 évesen egy párizsi növénykertben.

## Előfordulása
Laposmellű futómadár, amely a King-szigeten endemikus madárfaj volt.

## Megjelenése
Nem volt sötétebb tollazatú és sokkal kisebb, mint a többi emu, mintegy 140 cm magas, és 23 kg tömegű volt.

## Életmódja
Bogyókkal, fűvel és moszattal táplálkozott, amelyek arra utalnak, hogy árnyas területen, lagúnáknál és partvonalakon élt.

## Szaporodása
A csibék csíkosak voltak, mint más emufajtáknál.